# Talsperre Shuikou
Die Talsperre Shuikou ist eine Talsperre mit Wasserkraftwerk in der Provinz Fujian, China. Sie staut den Min Jiang zu einem Stausee auf. Das zugehörige Kraftwerk hat eine installierte Leistung von 1400 MW.
Die Talsperre liegt 94 km flussabwärts von Nanping und 84 km flussaufwärts der Provinzhauptstadt Fuzhou.

## Geschichte
Das Projekt wurde von der State Planning Commission im Jahr 1985 genehmigt. Mit den Bauarbeiten wurde im März 1987 begonnen. Der Einstau begann im März 1993 und im Juli desselben Jahres wurde die erste Maschine in Betrieb genommen. Die Inbetriebnahme der letzten Maschine erfolgte im Dezember 1996.

## Absperrbauwerk
Das Absperrbauwerk ist eine Gewichtsstaumauer aus Beton mit einer Höhe von 101 m. Die Länge der Mauerkrone beträgt 783 m. Die eine Hälfte des Absperrbauwerks besteht aus dem Maschinenhaus auf der linken Flussseite, die andere Hälfte aus der Wehranlage mit 12 Segmentwehren sowie einer Schleuse am rechten Ufer.
Das Bemessungshochwasser liegt bei 43.600 (bzw. 51.800) m³/s; die Wahrscheinlichkeit für das Auftreten dieses Ereignisses wurde mit einmal in 1000 (bzw. 10.000) Jahren bestimmt. Der durchschnittliche jährliche Abfluss beträgt 1728 m³/s.

## Stausee
Beim normalen Stauziel von 65 m über dem Meeresspiegel erstreckt sich der Stausee über eine Fläche von rund 94 km² und eine Länge von 96 km; er fasst 2,34 (bzw. 2,6) Mrd. m³ Wasser – davon können 700 Mio. m³ zur Stromerzeugung genutzt werden.

## Kraftwerk
Das Kraftwerk verfügt über eine installierte Leistung von 1400 MW. Die durchschnittliche Jahreserzeugung liegt bei 4,95 Mrd. kWh. Jede der 7 Maschinen des Kraftwerks leistet maximal 200 MW.

## Sonstiges
Die Weltbank vergab 2 Kredite von zusammen 240 Mio. USD. Für die Errichtung der Talsperre mussten um die 67.000 Personen umgesiedelt werden. In einer Studie kam die Weltbank zu dem Schluss, dass die Vorgehensweise bei der Umsiedlung erfolgreich gewesen ist.